# Glenea caninia
Glenea caninia é uma espécie de escaravelho da família Cerambycidae. Foi descrita por Heller em 1926 na base de um espécimen obtido de Karwar por T.R.D. Bell. É conhecida a sua existência na Índia peninsular no Ghats Ocidental e bosques de montanha associada.
Estes escaravelhos são aproximadamente 1.1 a 1.5 cm de comprimento. A espécie é estreitamente relacionada a Glenea G. galathea Do qual este era uma vez considerado como subespécies.